# Neomaso
Neomaso Forster, 1970 è un genere di ragni appartenente alla famiglia Linyphiidae.

## Distribuzione
Le ventuno specie oggi attribuite a questo genere sono state rinvenute in America meridionale: prevalentemente in Cile (11 specie) e Argentina (6 specie); vi sono anche alcune specie diffuse sulle isole antartiche e sub-antartiche.

## Tassonomia
Considerato un sinonimo posteriore di Asthenargus Simon & Fage, 1922 da un lavoro dell'aracnologo Wunderlich del 1983, ma da nessun altro autore successivo.
A dicembre 2011, si compone di 21 specie:
- Neomaso abnormis Millidge, 1991 — Cile
- Neomaso aequabilis Millidge, 1991 — Argentina
- Neomaso angusticeps Millidge, 1985 — Cile
- Neomaso antarcticus (Hickman, 1939) — Isole Kerguelen, Isola Marion
- Neomaso articeps Millidge, 1991 — Cile
- Neomaso arundicola Millidge, 1991 — Brasile
- Neomaso bilobatus (Tullgren, 1901) — Cile
- Neomaso claggi Forster, 1970[3] — Cile, Georgia australe
- Neomaso damocles Miller, 2007 — Brasile, Argentina
- Neomaso fagicola Millidge, 1985 — Cile
- Neomaso fluminensis Millidge, 1991 — Cile
- Neomaso insperatus Millidge, 1991 — Argentina
- Neomaso insulanus Millidge, 1991 — Isole Juan Fernandez
- Neomaso minimus Millidge, 1985 — Cile
- Neomaso parvus Millidge, 1985 — Cile
- Neomaso patagonicus (Tullgren, 1901) — Cile, Argentina
- Neomaso peltatus Millidge, 1985 — Cile
- Neomaso pollicatus (Tullgren, 1901) — Cile, Argentina, ISole Falkland
- Neomaso scutatus Millidge, 1985 — Cile
- Neomaso setiger Millidge, 1991 — Cile
- Neomaso vicinus Millidge, 1991 — Argentina

### Specie trasferite
- Neomaso bidentatus Millidge, 1991; trasferita al genere Onychembolus Millidge, 1985.
- Neomaso tridentatus Millidge, 1991; trasferita al genere Onychembolus Millidge, 1985.